# 안막
안막(安漠, 본명: 안필승, 본명 한자: 安弼承, 1910년 4월 18일~몰년(1945년 월북 이후 1958년경? 숙청 이래 행방 묘연) 미상)은 1945년 을유 해방 직후 월북 이래 북의 평론가로 활약했던, 카프 동맹 계열의 정치인이었다. 본은 죽산(竹山)이고, 대한제국 경기 안성 생이다. 월북 소설가 안회남(安懷南, 1909년~?)의 6촌 재종아우(再從弟)가 된다.

## 이름
개명(改名)하기 이전의 이름은 안필승(安弼承)이며, 후일 안막(安漠)으로 개명했고, 필명(筆名)은 안추백(安萩白)이다. 앞서 언급한 것처럼, 그의 본명은 안필승(安弼承)이었으나, 일본의 무용가 이시이 바쿠(石井 漠)의 이름을 따서 스스로 이름을 막(漠)으로 개명했다.

## 주요 경력
- 카프 동맹 중앙위원 역임
- 조선로동당 당무위원 역임
- 조선민주주의인민공화국 문화선전성 부상 역임

## 생애
경기도 안성 출생으로, 본(관향)은 죽산이다. 경성제2고등보통학교를 거쳐 1929년 일본의 와세다 대학교 노어노문학과에서 유학하며 사회주의 운동에 뛰어들었다. 역시 사회주의 계열의 문예운동가이던 최승일, 박영희의 소개로 최승희와 만나 1931년 결혼했다. 최승일은 최승희의 오빠이다.
아울러 그는, 1930년대 초반 조선프롤레타리아예술가동맹의 손꼽히는 이론가로서 활발한 활동을 했으며, 카프 시절의 평론으로는 〈프로 예술의 형식문제 - 프롤레타리아 리얼리즘의 길로〉(1930), 〈조선 프로예술가가 당면한 긴급한 임무〉(1930), 〈창작방법문제의 재토의를 위하여〉(1933)가 있다. 같은 일본 유학파이며 소장파인 임화, 김남천과 더불어 김기진을 비판하는 내용의 평론을 썼다. 1930년대 중반 카프가 해체되고 투옥된 이후에는 두드러지는 활동이 거의 없었으며 아내 최승희의 매니저 역할에 전념하였다.
광복 후 곧바로 월북했고, 1950년대 중반에 문화선전성 부상을 지내는 등 조선민주주의인민공화국 내각의 고위직에서 일했으나 1958년 소설가 한설야 제거에 대한 사전 작업으로 카프 계열 문학 인사에 대한 정리가 이루어질 때 서만일, 윤두헌과 함께 부르주아 평론가로 몰려 숙청당해 곧 사망했다고 전해진다. 자세한 사망 경위나 사망 년도는 알려진 바가 없다.
무용평론가, 연출가인 안재승이 남동생이며, 최승희와의 사이에서 낳은 딸인 안성희(초명 '안승자')는 발레 무용수였다. 동요 〈엄마야 누나야〉의 작곡가 안성현은 안막의 조카로 알려져 있다.

## 가족 관계
직계 가계 및 방계 척분
소설가 안국선의 5촌 조카가 되는 이이며, 소설가 안회남의 6촌 아우이기도 한 그는, 무용가 최승희(崔承喜)의 부군으로 유명하기도 하였다.
직계 가족 관련
- 아내 : 최승희(崔承喜, 1911년 11월 24일 ~ 1969년 8월 8일, 조선민주주의인민공화국의 무용가.)
  - 딸 : 안성희(安聖喜, 1936년 ~ ?(사망), 조선민주주의인민공화국의 발레 무용가. 아명(兒名)은 안승자(安承子).)

형제자매 및 친인척 관련
- 동복 친형 : 안용승(安龍承, 1903년 ~ ?, 함경남도 함흥 지역의 유지.)
  - 조카 : 안흥재(安興在, 1924년 ~ 1948년, 함경남도 함흥 지역의 유지 2세.)
  - 조카딸 : 안순옥(安順玉, 1927년 ~ ?, 함경남도 흥남 지역의 부농 집안으로 출가.)
- 이복 동생 : 안재승(安載承, 1926년 ~ 1996년, 전직 경희대학교 무용학과 교수 역임, 연극 연출가 겸 무용 평론가.)
- 이복 제수 : 김백봉(金白峰, 1927년 2월 12일 ~ 2023년 4월 11일, 무용가 겸 대학 교수, 전직 숙명여자대학교 무용학과 객원교수 등을 거쳐 전직 경희대학교 무용학과 교수 역임.)

직계 인척 관련
- 동복 손윗 처남 : 최승일(崔承一, 1901년 ~ ?, 조선민주주의인민공화국의 소설가 겸 극작가.)

방계 친척 관련
- 6촌 재종형 : 안기옥(安基玉, 1899년 ~ ?, 가야금 산조 명인.)
  - 7촌 재종조카 : 안성현(安聖鉉, 1920년 7월 13일 ~ 2006년 4월 25일, 조선민주주의인민공화국의 테너 성악가 겸 작곡가.)

## 참고 자료
- 정수웅 (2004년 6월 7일). 《최승희 - 격동의 시대를 살다간 어느 무용가의 생애와 예술》. 서울: 눈빛. ISBN 9788974098414
- 《조선일보》 (2003.4.16) '최승희 예술제' 안성 시댁마을서 열려[깨진 링크(과거 내용 찾기)]